# 南长区
南长区是中国江苏省无锡市已被撤销的一个市辖区。
2015年10月，国务院批准撤销无锡市崇安区、南长区、北塘区，设立无锡市梁溪区。

## 行政区划
至2015年，南长区辖6个街道：
- 南禅寺街道
- 迎龙桥街道
- 清名桥街道
- 金星街道
- 金匮街道
- 扬名街道

## 风景名胜
南禅古寺、清名古桥、南长古街